# Георгій Касторіотис
Георгій Касторіотис (грец. Γεώργιος Καστοριώτης або Καστριώτης, рум. Gheorghe Castriotul) — грек, був дипломатом Волощіни під час правління Костянтіна Бринковяну. Був послом Костянтіна Бринковяну до гетьмана України Івана Мазепи в Батурині.

## Життєпис
Народився в західно-македонському місті Касторія, Османська імперія. Він оселився у Волощині, при дворі Костянтіна Бринковяну (1704—1706). Він був відправлений послом до двору царя Петра Першого в Москві між 1697 і 1703 роками. У той самий період він був послом Костянтіна Бринковяну у гетьмана України Івана Мазепи в Батурині.
Повернувшись у Волощину, він отримує будинок у Бухаресті від Бринковяна. Касторіотис підтримував листування з Федором Головіним, а після його смерті в 1706 році, з його наступником Гаврилом Головкіним. У 1710 році більше місяця він був послом Бринковяна в Яссах при дворі нового правителя Молдови Ніколаоса Маврокордатоса.
У 1705 році Кастріотис заснував у рідному місті Музевікі Школу священного письменства. Для утримання цієї школи Касторіотис поклав у банк Венеції у 1708 році 13 тис. дукатів. Він також дарує гроші Єрусалимському патріархату.